# Santuario di Attis
Il Santuario di Attis (IV,1,3), anche noto come Attideum, era un tempio dedicato a Attis, il paredro di Cibele, che si trovava nella regio IV della città romana di Ostia.

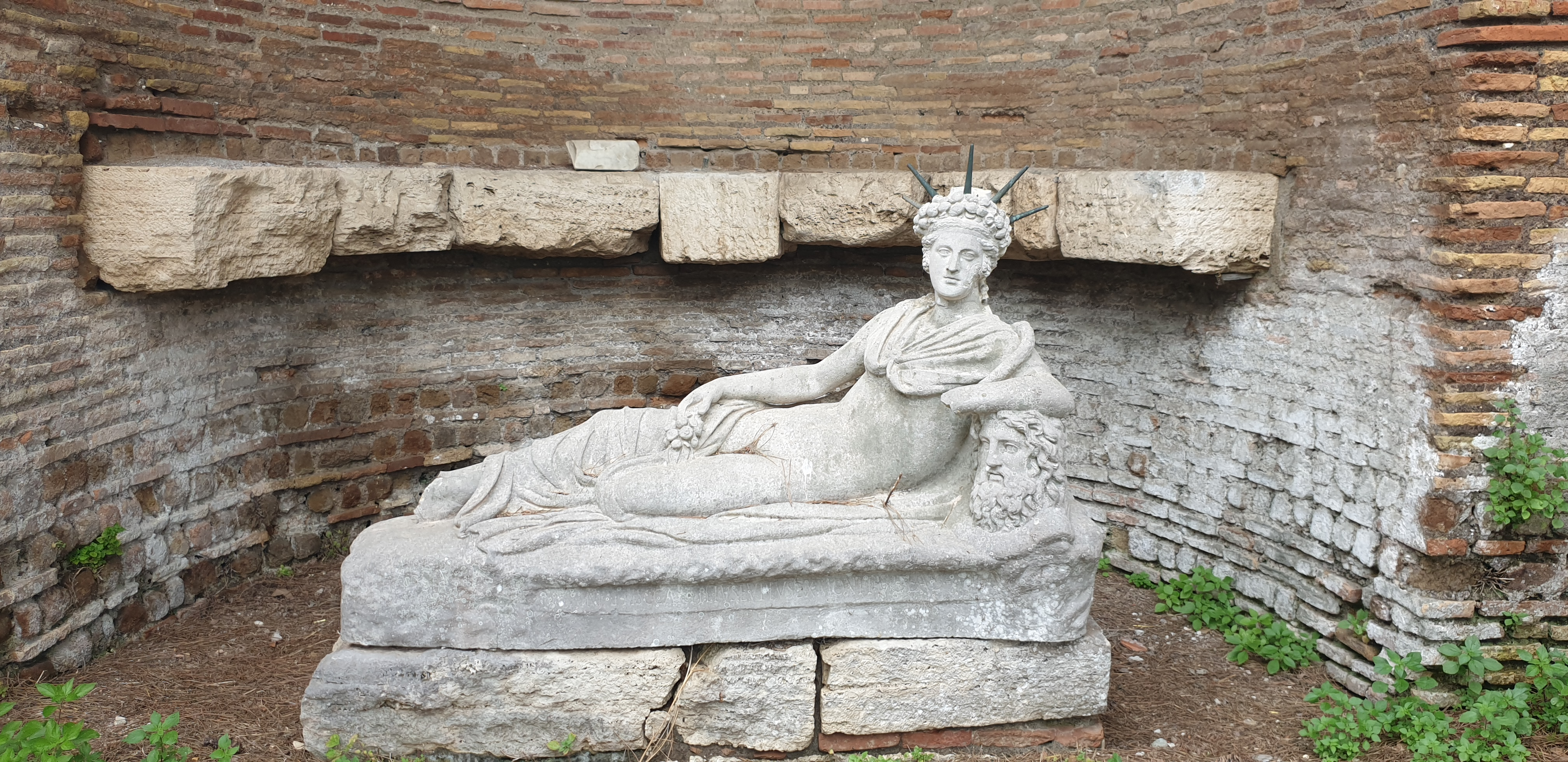
Statua di Attis; l'originale è esposto ai musei Vaticani

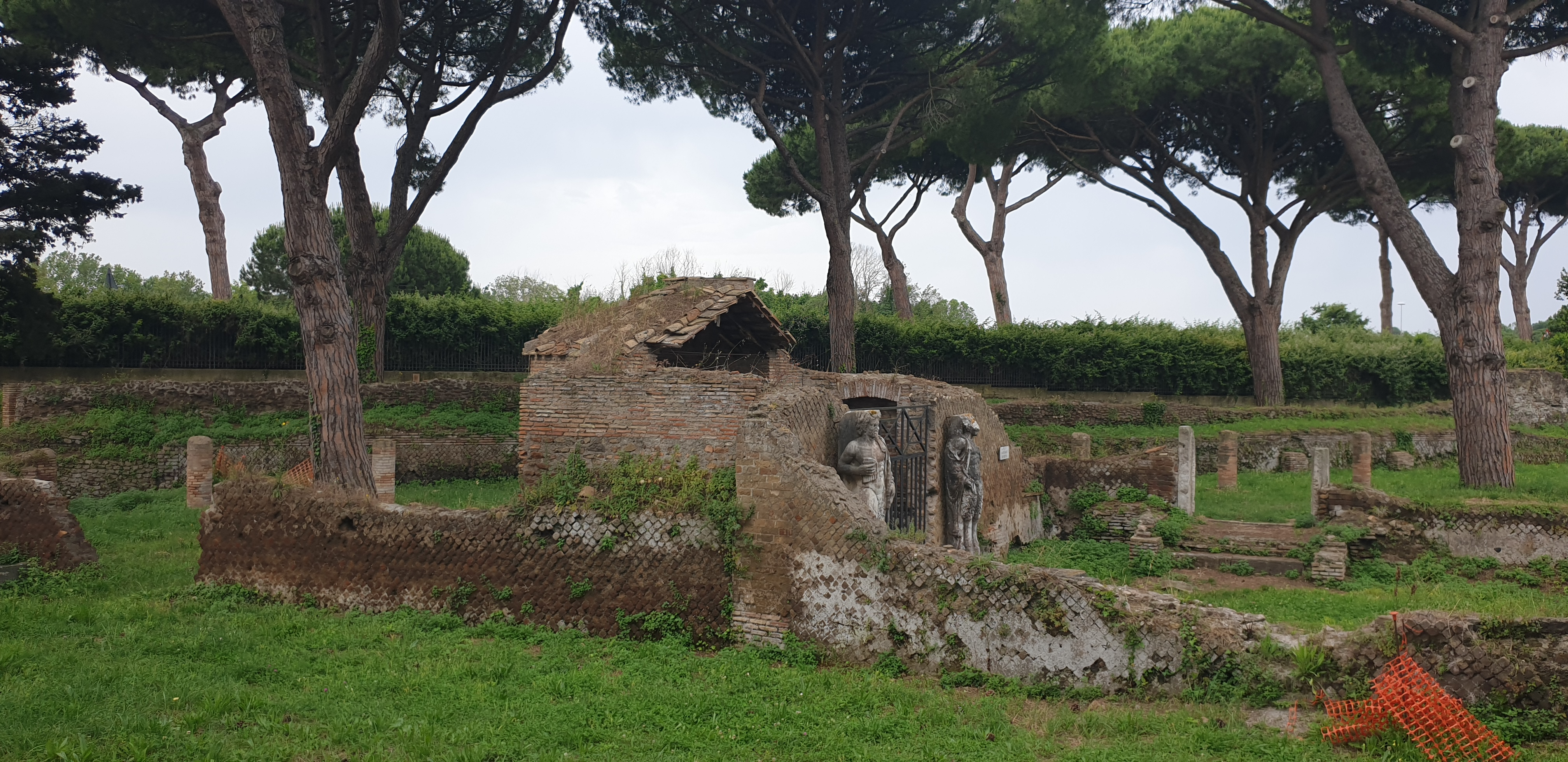
Santuario di Attis

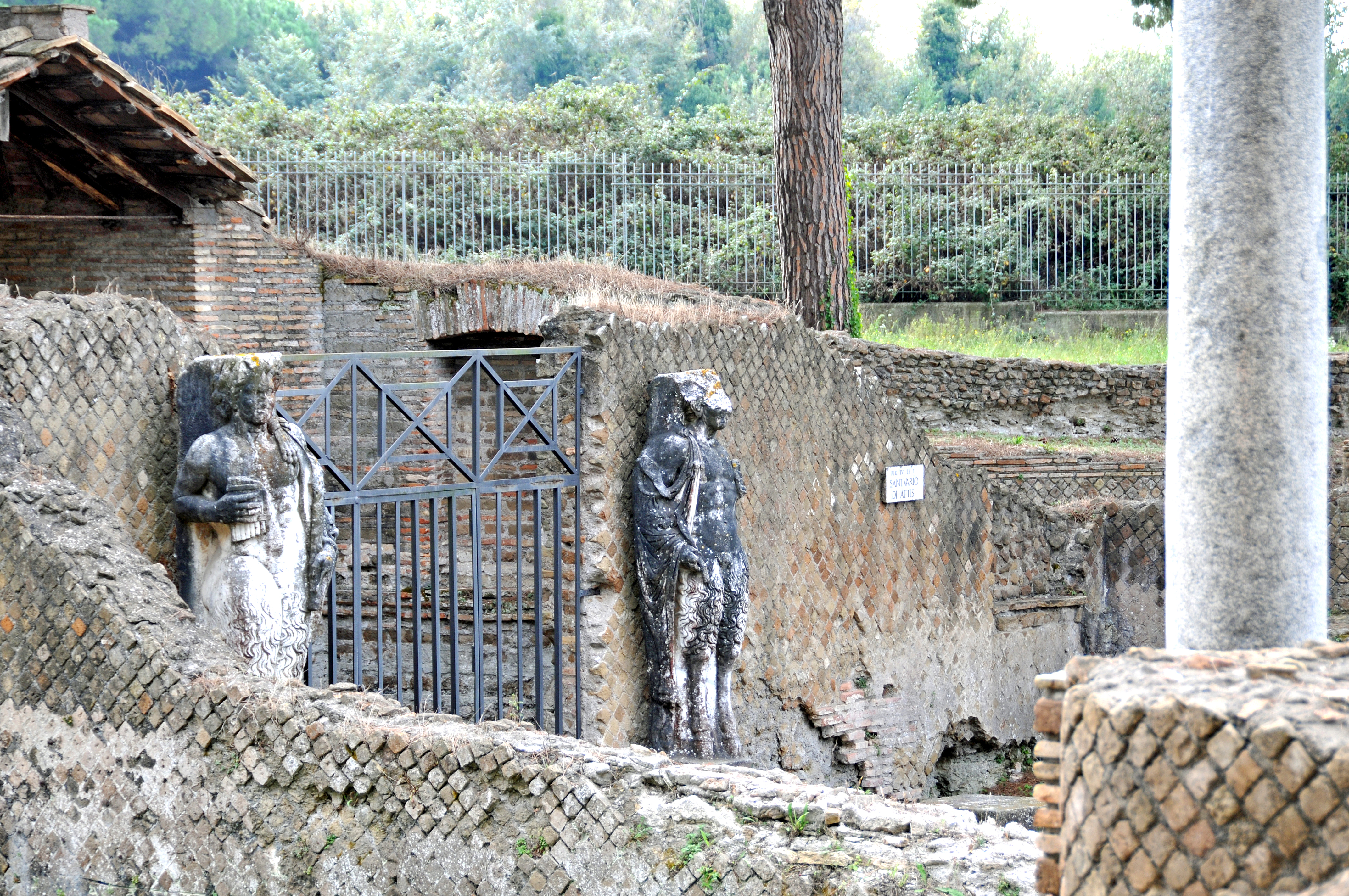
Entrata

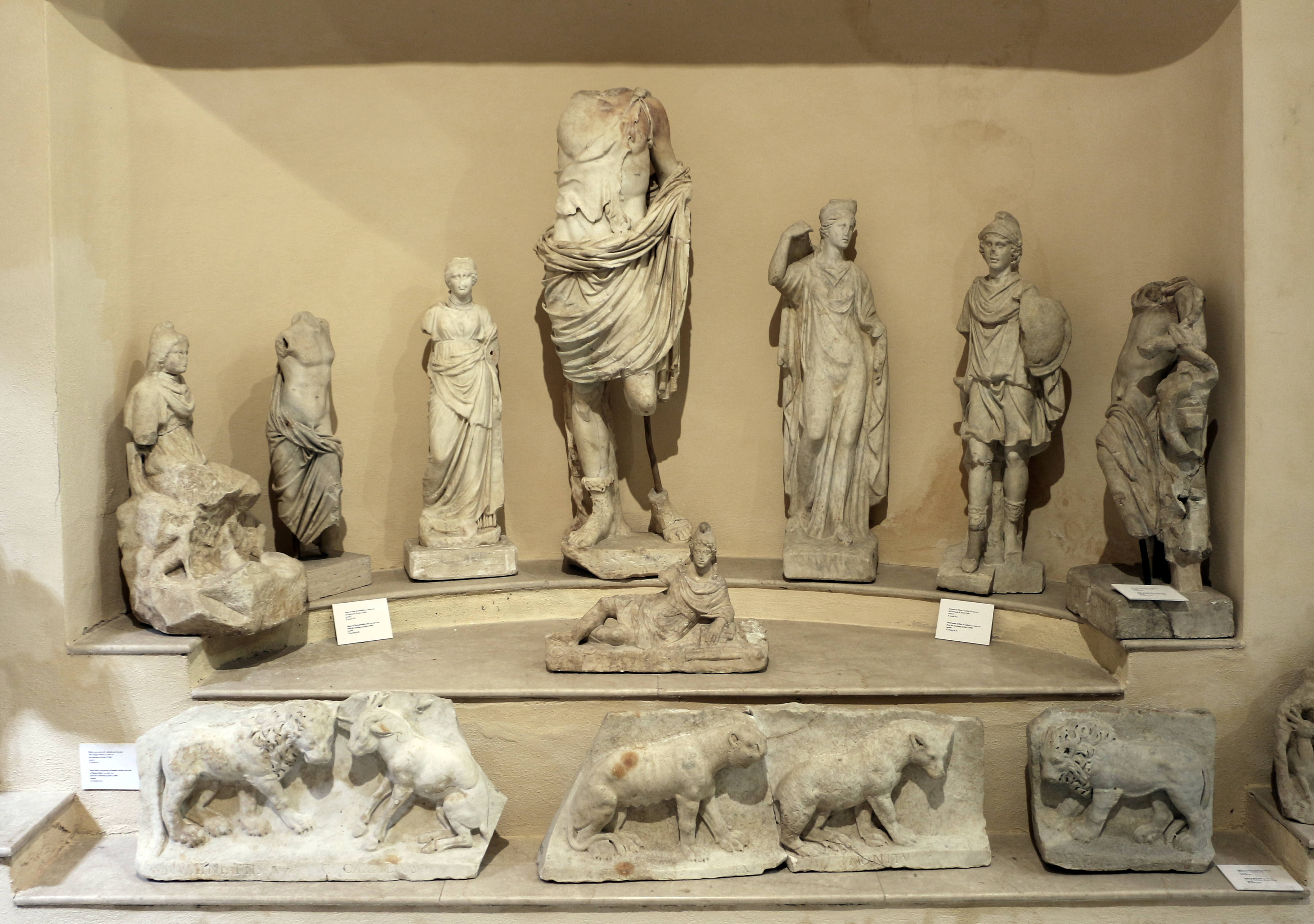
Sculture trovate nel santuario ed esposte nel Museo archeologico ostiense

## Descrizione
Il sanutario si trova all'estremità sud est della vasta area nota come Campo della Magna Mater, posta nell’angolo tra il Cardine massimo e le mura in un’area periferica della città adibita ai culti orientali; in quest'area si trovano anche il tempio della Magna Mater (IV,I,1), il tempio di Bellona (IV,I,4) è due sacelli ( (IV,I,7) e (IV,I,7) ), di incerta attribuzione.
Il santuario è preceduto da un'area abbastanza ampia scoperta, circondata da un muro in opus reticulatum del I secolo d.C., ma il santuario vero e proprio risale terzo quarto del III secolo d.C. . L'ingresso è decorato da un portico con due pilastri in marmo e ha tre gradini all'esterno e due all'interno. In quest'area aperta ci sono tre vasche; si ipotizza che si trattasse di stagni per pesci, perché ci sono alcuni riferimenti a pesci offerti ad Attis.
L'ingresso è fiancheggiato da due semicolonne con grandi rilievi in marmo di Pan, ciascuna con una zampogna da pastore a sei canne e un bastone da pastore. I rilievi, datati alla seconda metà del III secolo, sembra che siano stati danneggiati di proposito, presumibilmente dai cristiani. La parete di fondo contiene un'abside, nelle pareti laterali ci sono due nicchie rettangolari poco profonde. Al centro dell'abside, a un'altezza di circa 3 metri, c'è una piccola finestra rettangolare e nella parte inferiore c'è una sporgenza semicircolare in travertino, presumibilmente per offerte votive.
Nell'abside c'è un calco in gesso (l'originale è nei Musei Vaticani) di una statua di Attis sdraiato, dopo l'evirazione. Nella sua mano sinistra c'è un bastone da pastore, nella sua mano destra un melograno. La sua testa è coronata da raggi di sole in bronzo e sul suo berretto frigio c'è una luna crescente. È appoggiato a un busto, probabilmente la personificazione del fiume Gallos, dove era morto. La sua postura ricorda quella delle divinità fluviali, ma la statua richiama anche alla mente i sarcofagi, con una raffigurazione del defunto sul coperchio. Fu trovata nel 1867 nel porticus lungo il lato sud, insieme a una statua in bronzo di Venere e a una statua di un gallo dedicata da Marco Modio Massimo.
Molte piccole statue e rilievi, ora visibili nel museo archeologico ostiense, furono trovati nel XX secolo dentro o vicino al santuario da Guido Calza:
- statuette e rilievi di Attis: cavalca un leone, suona la zampogna del pastore seduto su una roccia in mezzo alla sua mandria, morente sotto un pino dopo la sua evirazione, Attis - Dioniso, Attis - Apollo, Attis - Ermafrodito;
- un altare rotondo con dodici dei: Giove, Giunone, Minerva, Magna Mater / Cibele o Cerere, Venere, Diana, Vesta, Apollo, Vulcano, Mercurio, Nettuno e Marte;
- diverse statuette di Venere;
- statua di Fortuna o Cerere;
- un guerriero con un elmo, che porta un piccolo scudo rotondo;
- un rilievo di un leone che attacca un cervo, una pantera e alcuni orsi, tutti animali della foresta, di cui la dea è la padrona;
- un toro.